# Cotinguiba EC
Der Cotinguiba Esporte Clube, in der Regel nur kurz Cotinguiba genannt, ist ein Fußballverein aus Aracaju im brasilianischen Bundesstaat Sergipe.

## Erfolge
- Staatsmeisterschaft von Sergipe: 1918, 1920, 1923, 1936, 1942, 1952
- Staatsmeisterschaft von Sergipe – 2nd Division: 1993

## Stadion

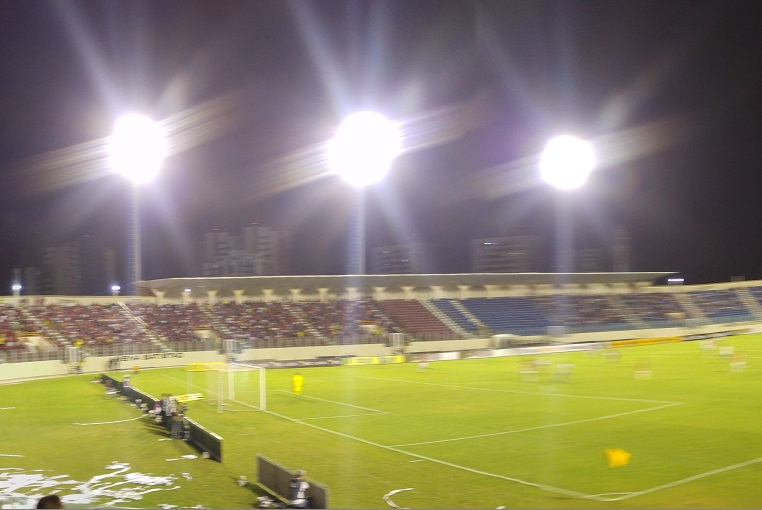
Estádio Lourival Baptista (Batistão)

Der Verein trägt seine Heimspiele im Estádio Estadual Lourival Baptista, auch unter dem Namen Batistão bekannt, in Aracaju aus. Das Stadion hat ein Fassungsvermögen von 15.500 Personen.